# Sari Krooks
Sari Krooks   (Vaasa, 2 de febrer de 1968) és una jugadora d'hoquei sobre gel finlandesa, ja retirada, que va competir entre el 1983 i el 2000. Jugava de davantera.
El 1998 va prendre part en els Jocs Olímpics d'Hivern de Nagano, on guanyà la medalla de bronze en la competició d'hoquei sobre gel.
En el seu palmarès també destaquen cinc medalles de bronze al Campionat del món i tres medalles d'or al Campionat d'Europa. Amb la selecció finlandesa jugà un total de 90 partits. A nivell de clubs jugà al Vaasan Sport, Tampereen Ilves, Toronto Aeros, Beatrice Aeros i DHC Lyss.